# Сургутська ТЕС-2
Сургутська ТЕС-2 — теплова електростанція в Тюменській області Росії.
Первісний проект передбачав зведення на станції восьми однотипних блоків потужністю по 800 МВт, втім, у підсумку вдалось запустити шість — в 1985 (два), 1986, 1987 та 1988 (два) роках. Кожен блок отримав паровий котел Таганрозького котельного заводу типу ТГМП-204ХЛ продуктивністю 2650 тон пари на годину та парову турбіну від Ленінградського металічного заводу типу К-800-240-5.
В 2011 запустили два енергоблоки комбінованого парогазового циклу, у кожному з яких газова турбіна від General Electric типу PG9351FA потужністю 270 МВт живить через котел-утилізатор парову турбіну General Electric  типу D10 потужністю 130 МВт. Номінальна потужність парогазового блоку № 7 визначена як 397 МВт, а блоку № 8 після перемаркування в 2019 році — як 410 МВт.
В 2016-му всі 6 блоків з паровими турбінами перемаркували зі збільшенням одиничної потужності до 810 МВт, а у 2022-му завершили модернізацію блоку № 1, що довела його показник до 830 МВт, а загальну потужність станції — до 5687 МВт. Також передбачається аналогічна модернізація блоків № 2, № 4 та № 6.
Як паливо ТЕС використовує природний газ, джерелом якого в районі Сургуту можуть бути газопроводи Нижньовартовськ – Сургут та Уренгой-Челябінськ – Сургут та Сургутський газопереробний завод. При одночасній роботі шести блоків з паровими турбінами ТЕС потребує 1,2 млн м3 газу на годину.
Видалення продуктів згоряння із парових котлів відбувається через три труби заввишки по 273 метра, тоді як кожен парогазовий блок обладнали димарем заввишки 90 метрів.
Для охолодження використовують воду із річки Чорна (права притока Обі).
Видача продукції відбувається по ЛЕП, що працюють під напругою 500 кВ.
Станом на  2021 саме газова електростанція (з тих, за якими Climate Trace змогла спостерігати), викидає найбільше парникових газів — 31,5 мільйона тонн.

## Розширення у 2011 році
Розширення електростанції передбачало будівництво двох блоків ≈400 MW до грудня 2011 року вартістю майже 19 млрд руб, що збільшило її початкову потужність з 4800 MW до 5597.1 MW. Два нових блоки не використовують висушений нафтовий газ, як це є в інших шести генераторах. Вони споживають природний газ як паливо, використовуючи комбінований цикл із загальним ККД 56%. General Electric є виробником і постачальником генераторів.